# 埃豐阿萊耶
埃豐阿萊耶是位於西非國家尼日利亞西南部的城鎮，由埃基蒂州負責管轄，海拔高度480米，居民以約魯巴人為主，主要農產品有甘薯、稻米、木薯、玉米、水果等，2007年人口是299,755。

## 外部連結
- Effon-Alaiye at Encyclopedia Britannica （页面存档备份，存于）
- http://www.efonalaaye.com （页面存档备份，存于）

7°41′N 4°49′E / 7.683°N 4.817°E